# Windsor (Colorado)
Windsor ist eine US-amerikanische Stadt in Colorado in Larimer und Weld County. Sie hat etwa 32.716 Einwohner (Stand 2020) auf einer Fläche von 38,7 km². 

## Geschichte
Windsor wurde im 19. Jahrhundert von deutschen Emigranten gegründet.

## Persönlichkeiten
- Thomas Carlyle Smith (1916–2004), Historiker
- Sophia Smith (* 2000), Fußballspielerin